# 静岡ラジオ送信所

静岡ラジオ送信所（しずおかラジオそうしんじょ）は、静岡県静岡市駿河区に所在するNHK静岡放送局とSBS静岡放送の中波放送送信所の総称である。
正式な名称は、NHKが「宮竹ラジオ放送所」、SBSが「静岡放送ラジオ送信所」であるが、本項では便宜上「静岡ラジオ送信所」として記述していく。更に同県焼津市高草山に所在する、FM補完中継局のSBS高草FM（エスビィエスたかくさエフエム）および、2016年10月14日に運用を開始したマルチメディア放送VIPについても併せて記述する。

## 概要
- AMラジオは、出力10kWで送信されており、県中部の広範囲などに電波を発射している[要出典]。置局住所などは、下記に記述する。
- 静岡放送のFM補完中継局は焼津市高草山より出力1kWで送信され、駿河湾沿岸を主な放送エリアのめやすになる[1]。

## 送信所概要

### NHK宮竹ラジオ放送所

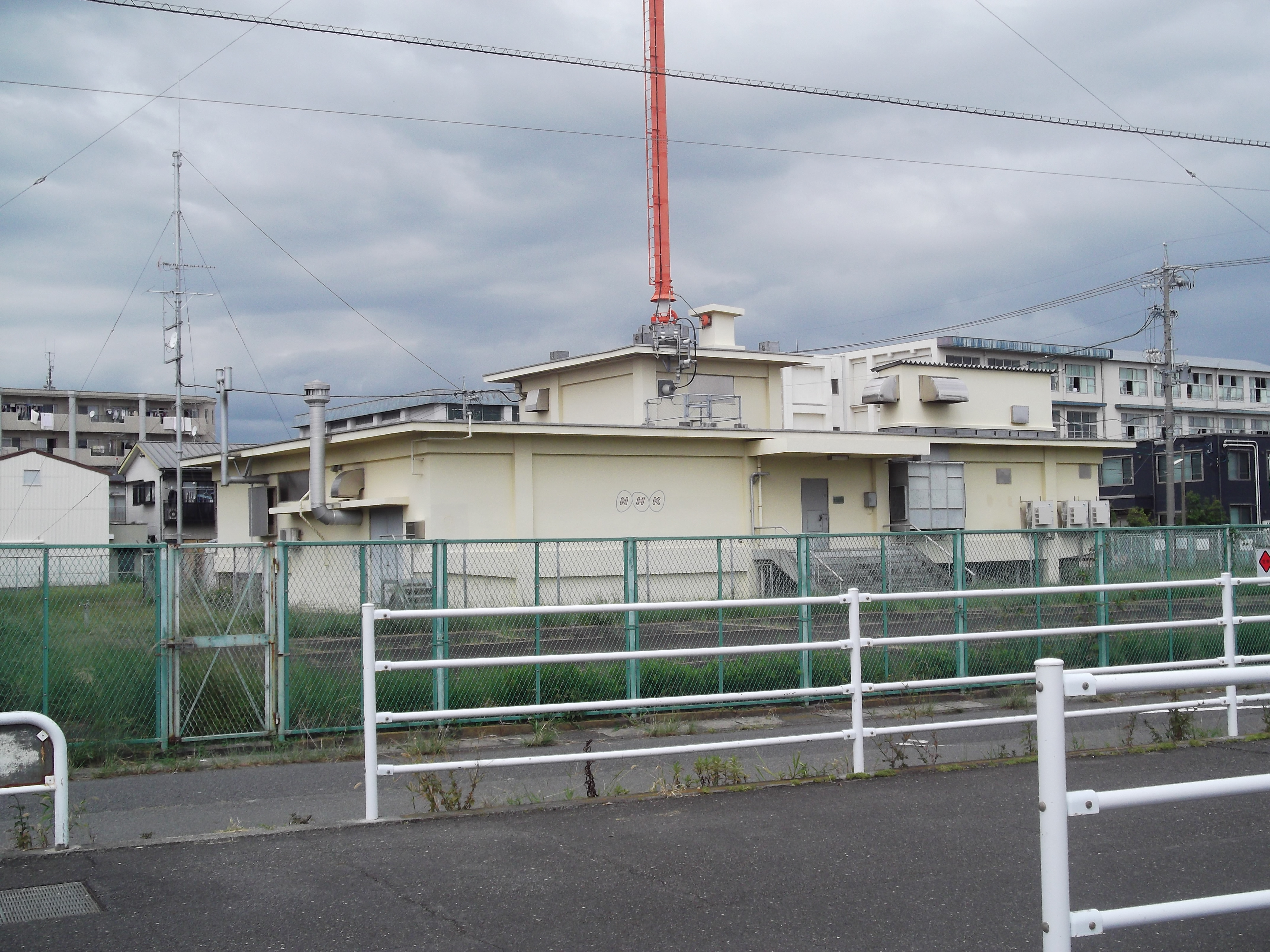
NHK宮竹ラジオ放送所の根本の建物
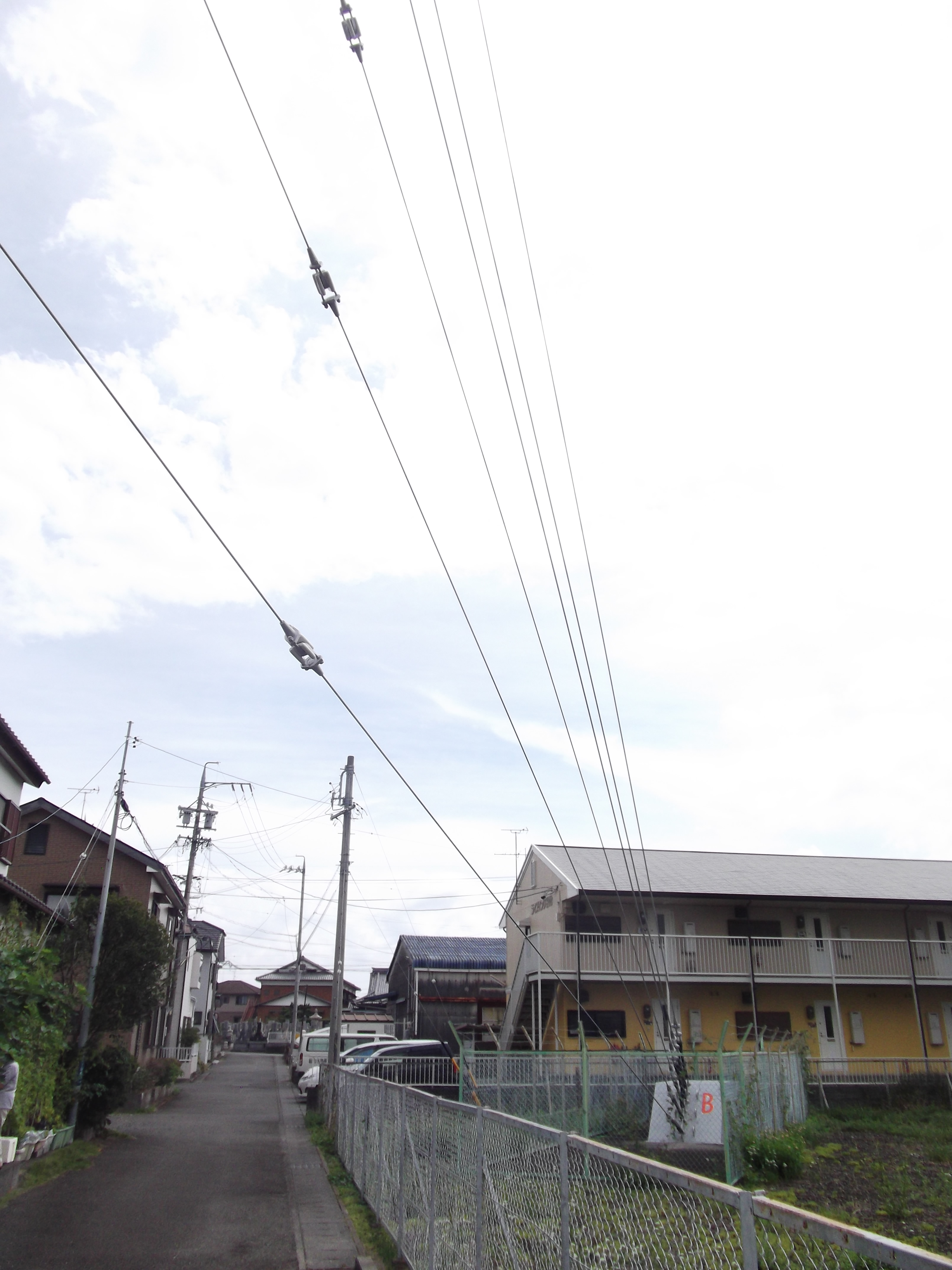
NHK宮竹ラジオ放送所のアースアンカー
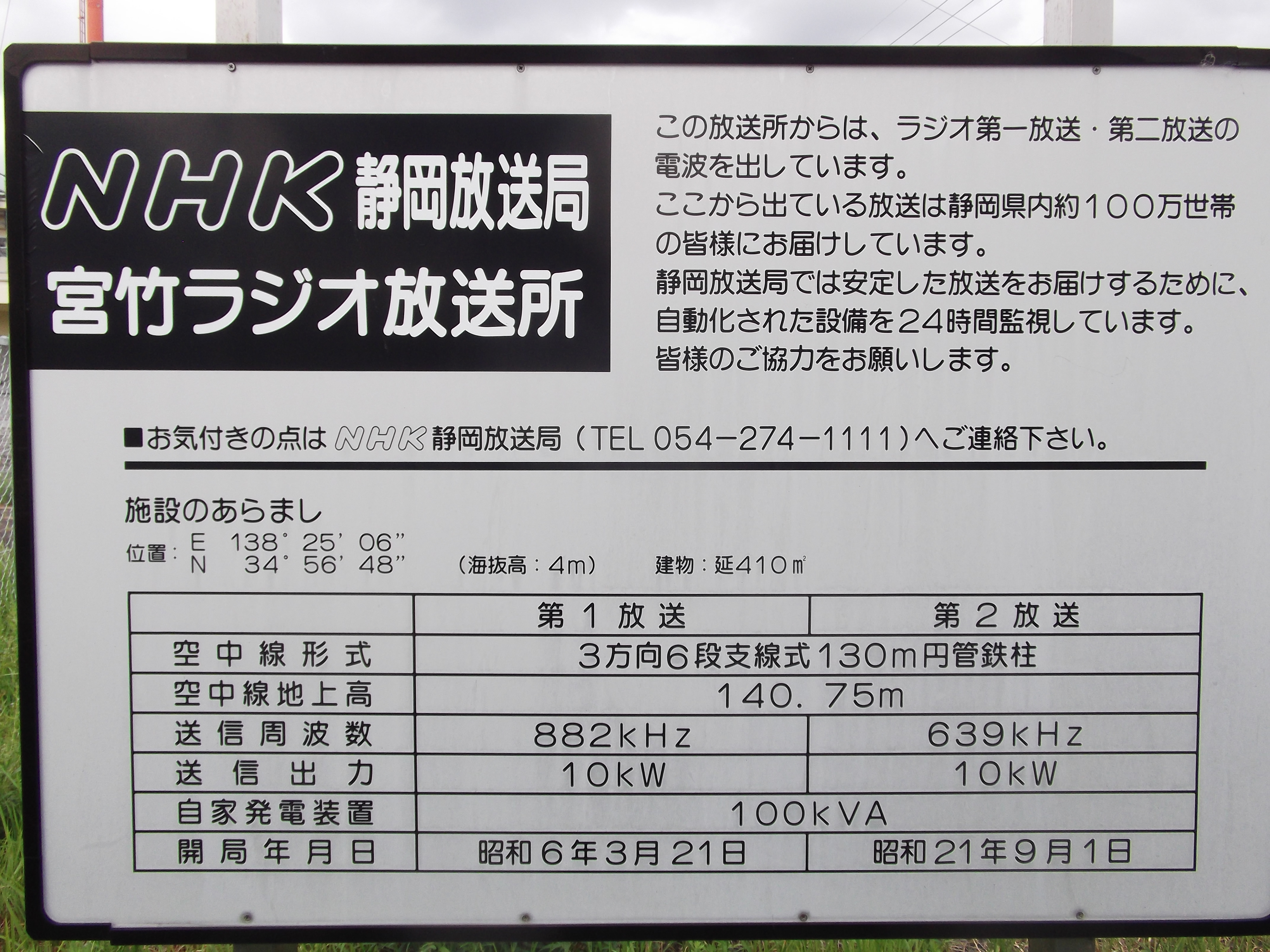
NHK宮竹ラジオ放送所の案内板

| 放送局名    | コールサイン | 周波数 | 空中線電力 | 放送対象地域 | 放送区域 内世帯数 |
| ----------- | ------------ | ------ | ---------- | ------------ | ----------------- |
| NHK 静岡第2 | JOPB         | 639kHz | 10kW       | 全国         | 約100万世帯       |
| NHK 静岡第1 | JOPK         | 882kHz | 10kW       | 静岡県       | 約100万世帯       |

### 静岡放送ラジオ送信所

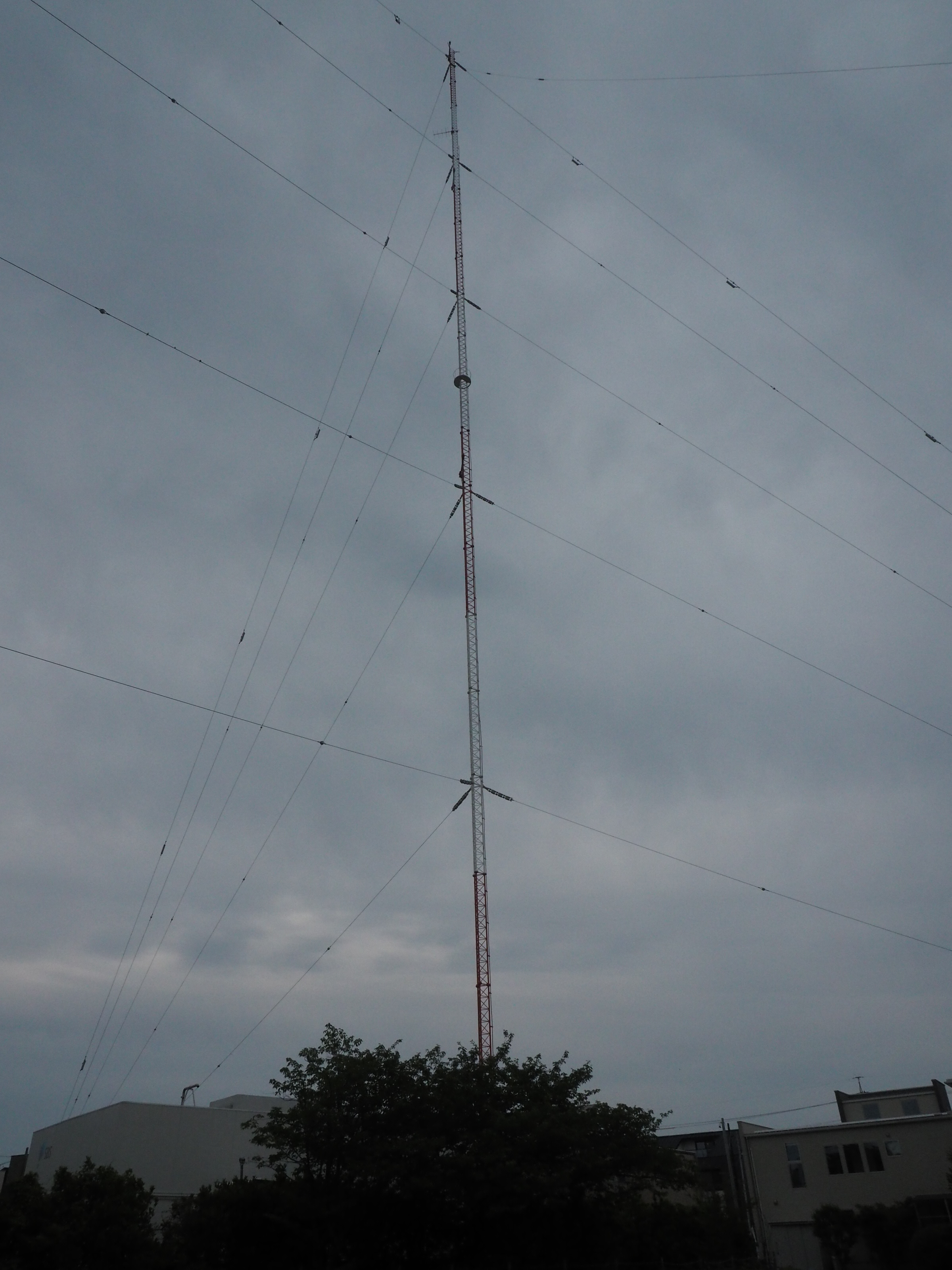
中波放送用送信空中線 全景
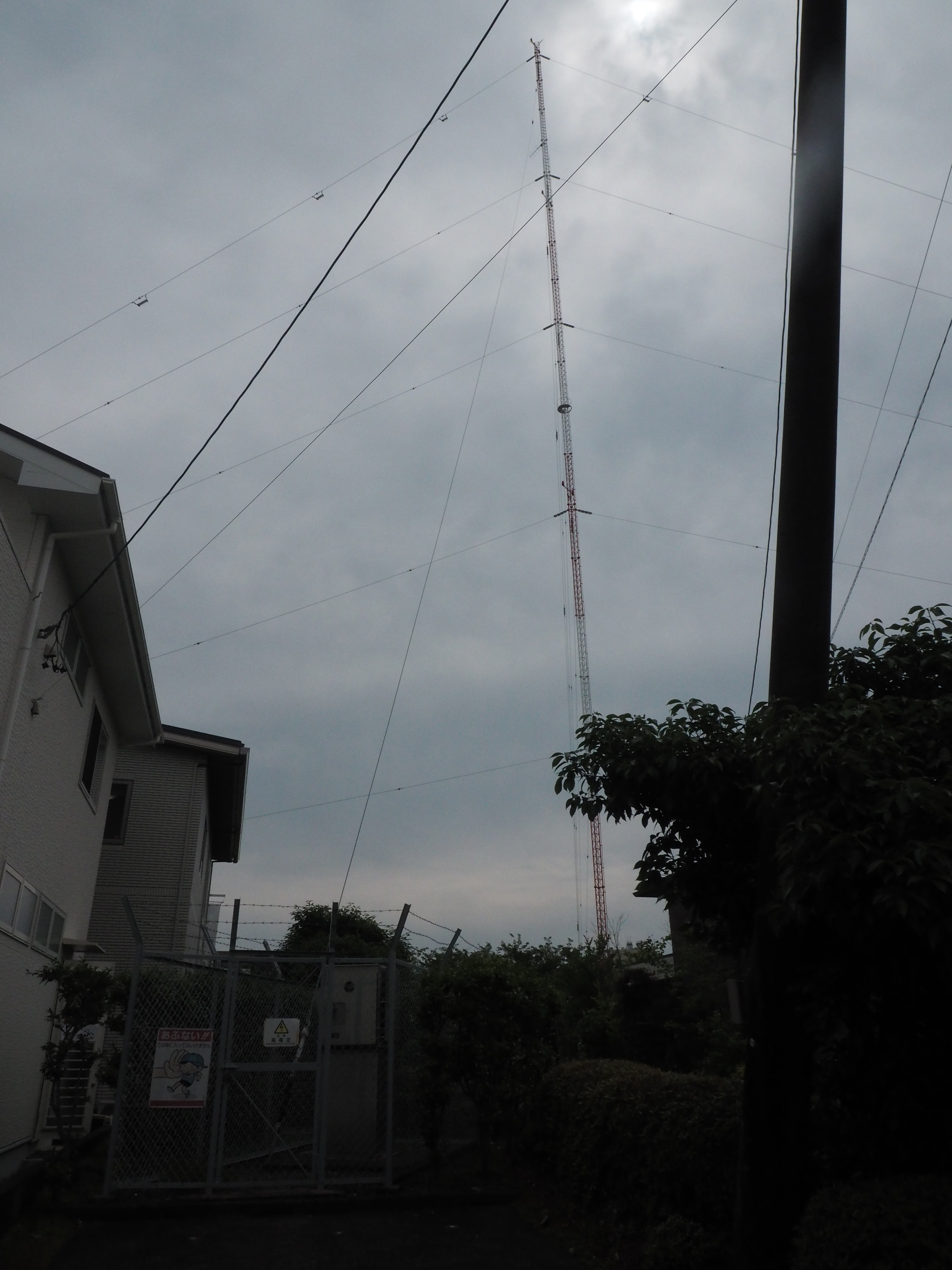
中波放送用送信空中線 指向性エレメント

| 放送局名     | コールサイン | 周波数  | 空中線電力 | 放送対象地域 | 放送区域 内世帯数 |
| ------------ | ------------ | ------- | ---------- | ------------ | ----------------- |
| SBS 静岡放送 | JOVR         | 1404kHz | 10kW       | 静岡県       | -                 |

### 静岡放送FM補完中継局（SBS高草FM）
2016年8月16日に総務省東海総合通信局から予備免許が交付され、同年11月30日に本免許が交付、12月1日に開局した。
| 周波数  | 放送局名     | 空中線電力 | 実効輻射電力 | 放送対象地域 | 放送区域内世帯数 | 開局年月日    |
| ------- | ------------ | ---------- | ------------ | ------------ | ---------------- | ------------- |
| 93.9MHz | SBS 静岡放送 | 1kW        | 3kW          | 静岡県       | -                | 2016年12月1日 |

### マルチメディア放送送信設備
| 周波数        | 放送局名 | 空中線電力 | 実効輻射電力 | 放送区域内世帯数 | 開局年月日     |
| ------------- | -------- | ---------- | ------------ | ---------------- | -------------- |
| 101.285714MHz | VIP      | 1kW        | 6.6kW        | -                | 2016年10月14日 |

- 送信場所は静岡県焼津市
- 放送エリアの目安は静岡市葵区、静岡市駿河区、静岡市清水区、島田市、焼津市、藤枝市、牧之原市、吉田町[2]。

## 送信所置局住所
- NHKラジオ第1・第2放送：静岡市駿河区宮竹二丁目4番（北緯34度57分01秒 東経138度25分05秒 / 北緯34.950182度 東経138.417966度）
- 静岡放送（SBSラジオ）：静岡市駿河区桃園町1番1号（北緯34度55分53秒 東経138度22分50秒 / 北緯34.931394度 東経138.380467度）
- 静岡放送FM補完中継局（SBS高草FM）：焼津市策牛（北緯34度54分20秒 東経138度19分01秒 / 北緯34.905488度 東経138.316920度）
- VIP 静岡中継局：焼津市策牛（北緯34度54分20秒 東経138度19分01秒 / 北緯34.905488度 東経138.316920度）[10]